# La XII marquesa de Villafranca pintando a su marido
El Retrato de la marquesa de Villafranca es una pintura de 1804 de Francisco de Goya, expuesta en el Museo del Prado. Fue donado al museo por el conde de Niebla.

## Contexto
Desde los años 1790, Francisco de Goya se había convertido en un pintor de moda, cuyos retratos eran muy solicitados, tanto por la aristocracia como por la alta burguesía madrileña.

## Análisis
La tela representa a María Tomasa Palafox y Portocarrero (1780-1835), marquesa de Villafranca, académica de la Orden del mérito de San Fernando, erudita, pintora aficionada y gran amante del arte.
La dama está representada pintando un cuadro de su marido, a la izquierda, Francisco de Borja Álvarez de Toledo. Está sentada cómodamente en una butaca con los pies sobre un cojín grande. En un velador a su lado la paleta con los colores, pinceles y un cuenco de metal. La actitud en la cual Goya la representa es un reconocimiento de las capacidades intelectuales y creativas de la mujer. Su atención puesta sobre el retrato de su marido en uniforme militar, que parece observarla a su vez en un juego de miradas que estaría ligado, según el Museo del Prado refiriéndose a fuentes contemporáneas a los protagonistas, al gran amor que unía a este matrimonio.
El pintor explota los fuertes contrastes entre los dominantes ocres y rojos oscuros que rodean a la figura, y la marquesa, con un vestido blanco de estilo imperio, cuya tonalidad brillante en el centro del cuadro atrae la atención del espectador.